# Mouvement populaire pour la santé
Le Mouvement populaire pour la santé (Popular Health Movement) est un mouvement de masse né aux États-Unis dans les années 1830-1840, qui œuvrait notamment à l'éducation populaire autour de notions simples d'anatomie et de médecine. Il s'agit du front médical d'un soulèvement social généralisé à cette époque, et qui a été nourri par les mouvements féministe et ouvrier.
L'objectif de ce mouvement était principalement de s'opposer au recours aux "remèdes" appliqués par les médecins de l'époque, en privilégiant des recommandations préventives, notamment liées à l'hygiène personnelle au quotidien. Il s'agissait en ce sens de soutenir la "médecine du peuple" implantée mais mise à mal par le nouvel élitisme médical du XIXe siècle.

## Doctrine
Le Mouvement populaire pour la santé fonde sa doctrine sur la remise en question des pratiques et théories des médecins "réguliers".